# نمش الملابس
نمش الملابس (وتسمّى بالعامية: التحبيب أو التحبّب) كرة صغيرة من الألياف التي تتشكل على قطعة من القماش. هو عيب سطحي للمنسوجات ناجم عن الاهتراء، ويفقد المنسوجات منظرها الجمالي. يتسبب غسيل وارتداء الأقمشة عدة مرات بخروج ألياف من سطح القماش، ومع مرور الوقت تتحول تلك الألياف بسبب الاحتكاك إلى حزم كروية صغيرة على سطح النسيج.